# ژان ماری دانگو
ژان ماری دانگو (انگلیسی: Jean Marie Dongou؛ زاده ۲۰ آوریل ۱۹۹۵) یک بازیکن فوتبال است.
او در سال‌های ۲۰۱۳ تا ۲۰۱۶ برای باشگاه فوتبال بارسلونا بازی کرده است. وی پس از رفتن پدرو برای دو بازی ثابت بازی کرد، ولی لوییز سوارز به این تیم پیوست.